# Franz Wanka (politik)
Franz Wanka (23. října 1838 Plzeň – 22. prosince 1917 Hřiměždice) byl politik německé národnosti, v 2. polovině 19. století poslanec Českého zemského sněmu a Říšské rady.

## Život
Byl synem plzeňského starosty Františka Wanka, absolvoval vojenskou akademii v bývalém klášteře v Louce (1851–1857), poté sloužil v armádě až do roku 1863 (od roku 1858 nadporučík), od roku 1867 majitel velkostatku Hřiměždice.
Vlastnictví nesvěřeneckého statku mu v 60. letech 19. století mu otevřelo cestu do zemské politiky. Ve volbách v lednu 1867 byl zvolen na Český zemský sněm za velkostatkářskou kurii (obvod nesvěřenecké velkostatky). Do sněmu se pak vrátil po několikaleté přestávce ve volbách roku 1872 (opět za velkostatkářskou kurii). Mandát v ní obhájil ve volbách roku 1878. Na poslanecké křeslo rezignoval roku 1880. Uvádí se jako člen provídeňsky a centralisticky orientované Strany ústavověrného velkostatku.
Zasedal také v Říšské radě (celostátní zákonodárný sbor), kam byl zvolen ve volbách do Říšské rady roku 1873 za velkostatkářskou kurii.